# Victoria Coach Station
La Victoria Coach Station è la più grande stazione di bus extraurbani di Londra, situato nel quartiere centrale di Victoria nella City di Westminster, ed è gestita dalla Victoria Coach Station Ltd., una divisione del Transport for London (TfL).
Essa serve collegamenti con le più importanti città del Regno Unito, e non deve essere confusa con le vicine Victoria bus station sede dei London Buses e la Green Line Coach Station per le Green Line Coaches. 
La stazione viene utilizzata anche per la partenza di molti servizi turistici.

## Storia

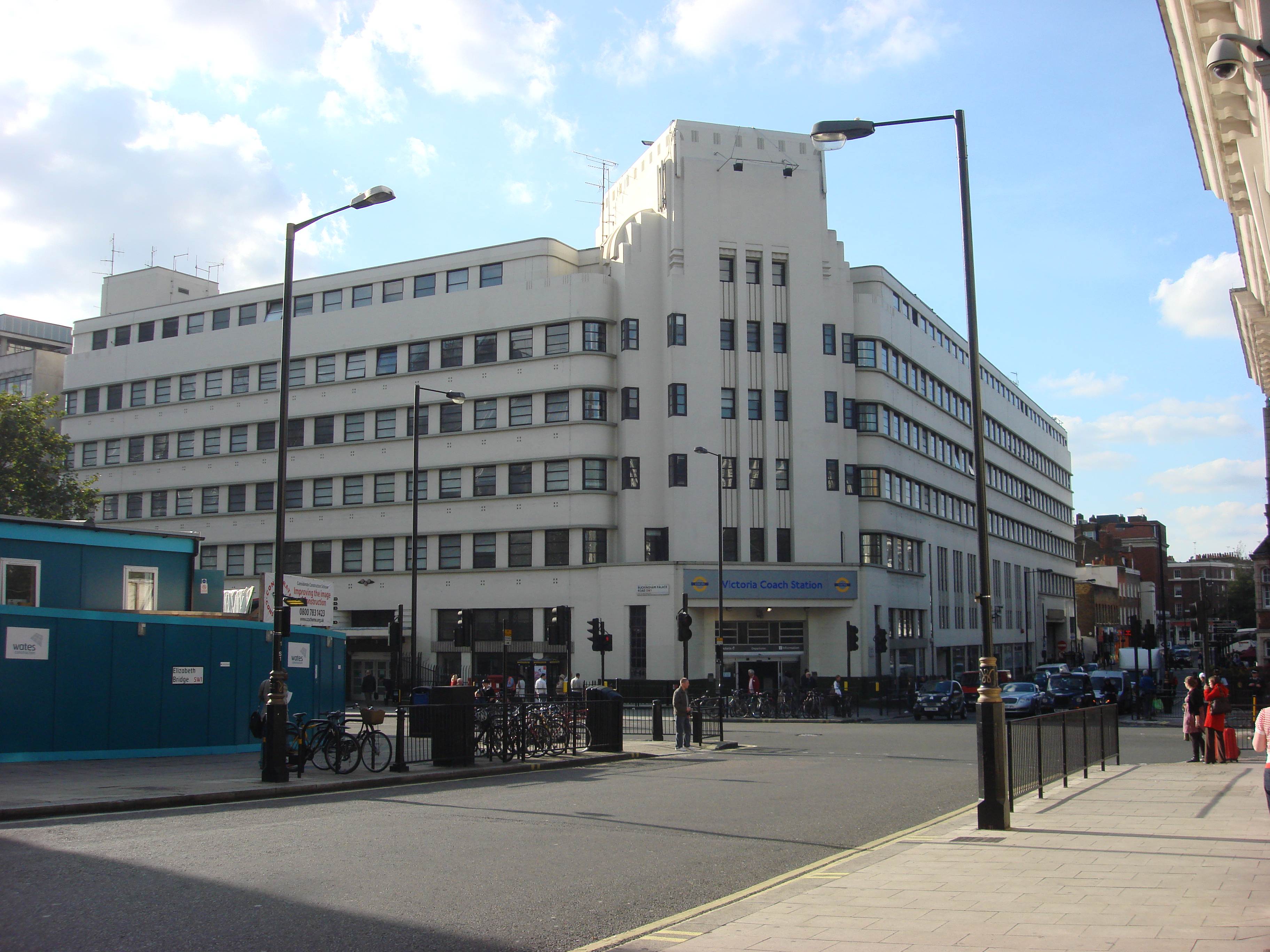
Esterno della Victoria Coach Station.

La Victoria Coach Station venne aperta, nell'attuale ubicazione di Buckingham Palace Road, nel 1932, dalla London Coastal Coaches Limited, un'associazione di operatori di trasporto persone. Nel 1968 essa divenne una sussidiaria della National Bus Company (NBC). L'edificio della stazione è un pregiato esempio di stile Art déco. Nel 1978 la London Coastal Coaches Company venne sciolta e rinominata Victoria Coach Station Limited. 
Nel 1988, a seguito della privatizzazione della NBC, la proprietà della Victoria Coach Station Limited venne trasferita al London Transport, e nel 2000 al Transport for London.

## Stazione
La Victoria Coach Station possiede terminal separati per gli arrivi e le partenze, ubicati agli estremi opposti di Elizabeth Street. L'edificio principale delle partenze è attrezzato con punti di ristoro, negozi, deposito bagagli, e biglietteria. L'area comune dei due terminali è pari a 13.000 m². La stazione ospita la maggioranza dei servizi in partenza da Londra quali il National Express, Eurolines, Oxford Espress e Megabus.
La stazione delle partenze e dotata di 22 marciapiedi.
I servizi sono gestiti da:
- Airport Bus Express
- David Urquhart
- Ecolines
- Evan Evans
- Eurolines
- Euro Mega Travel
- Flixbus
- IC Bus
- OUIBUS (Gruppo SNCF)
- Interbus Kosice
- Megabus
- National Express (Gruppo National Express)
- Premium Tours
- Sindbad
- Transmarian

## Galleria d'immagini

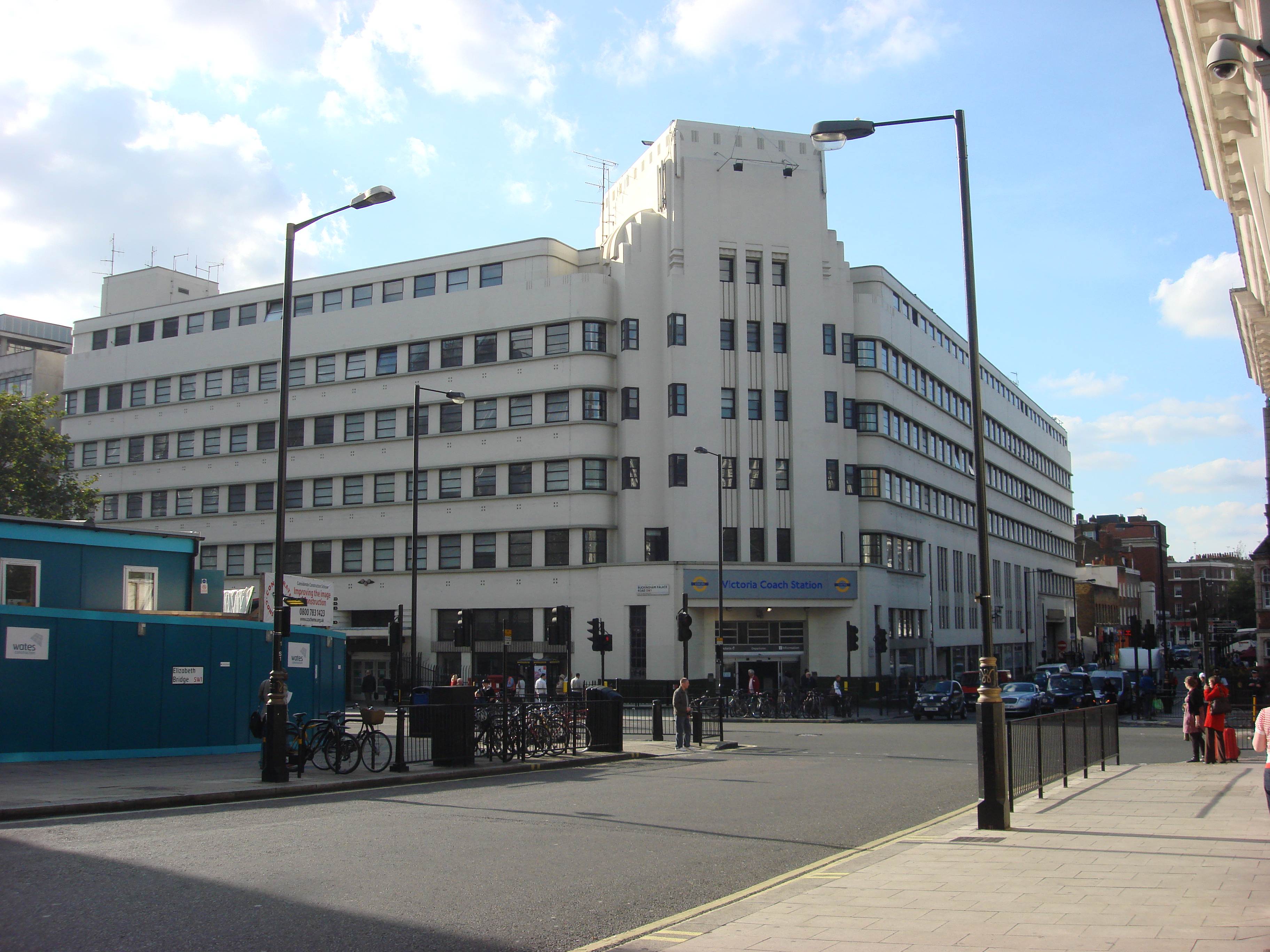
Victoria Coach Station, esterno
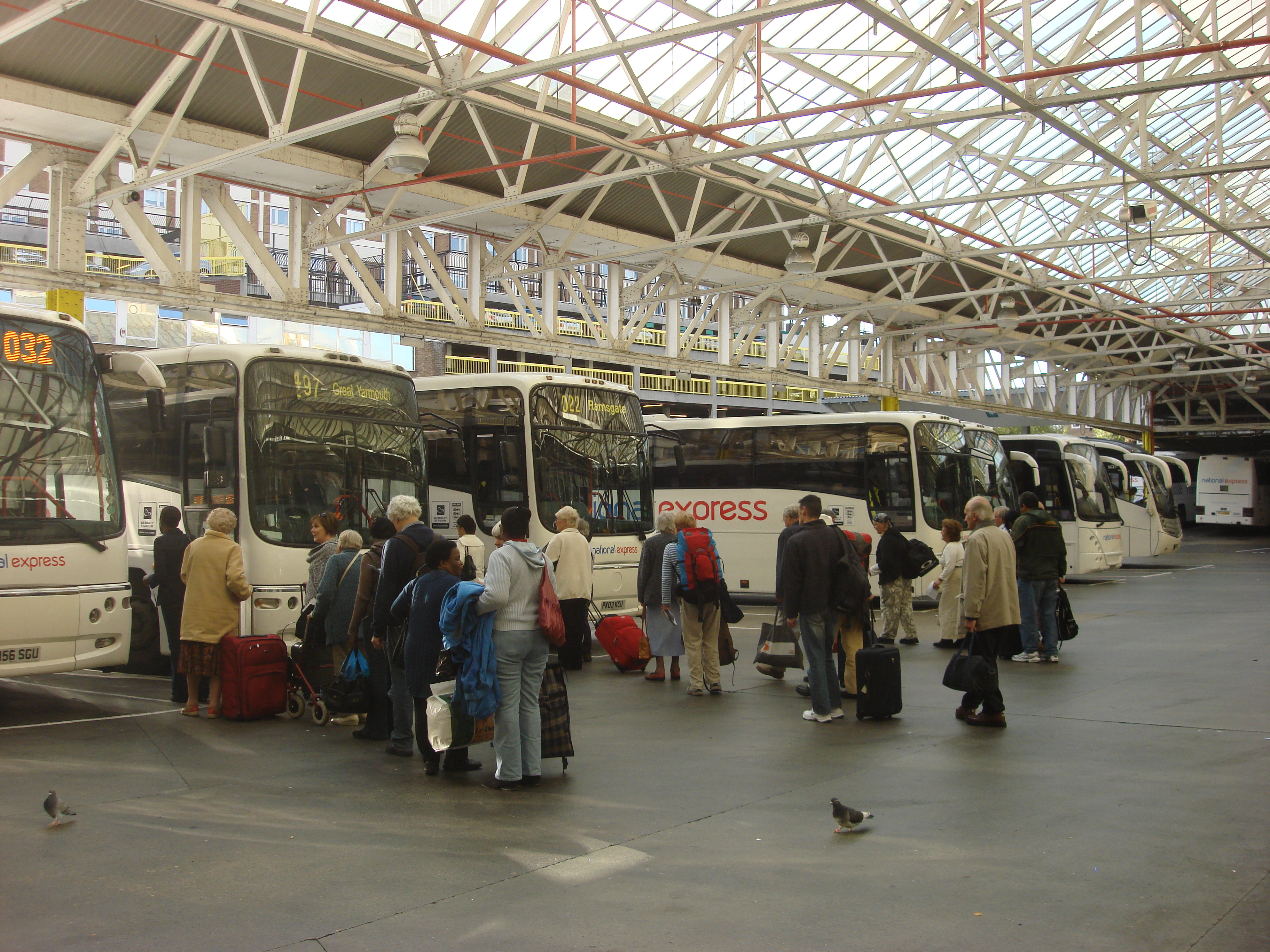
Piattaforme d'imbarco
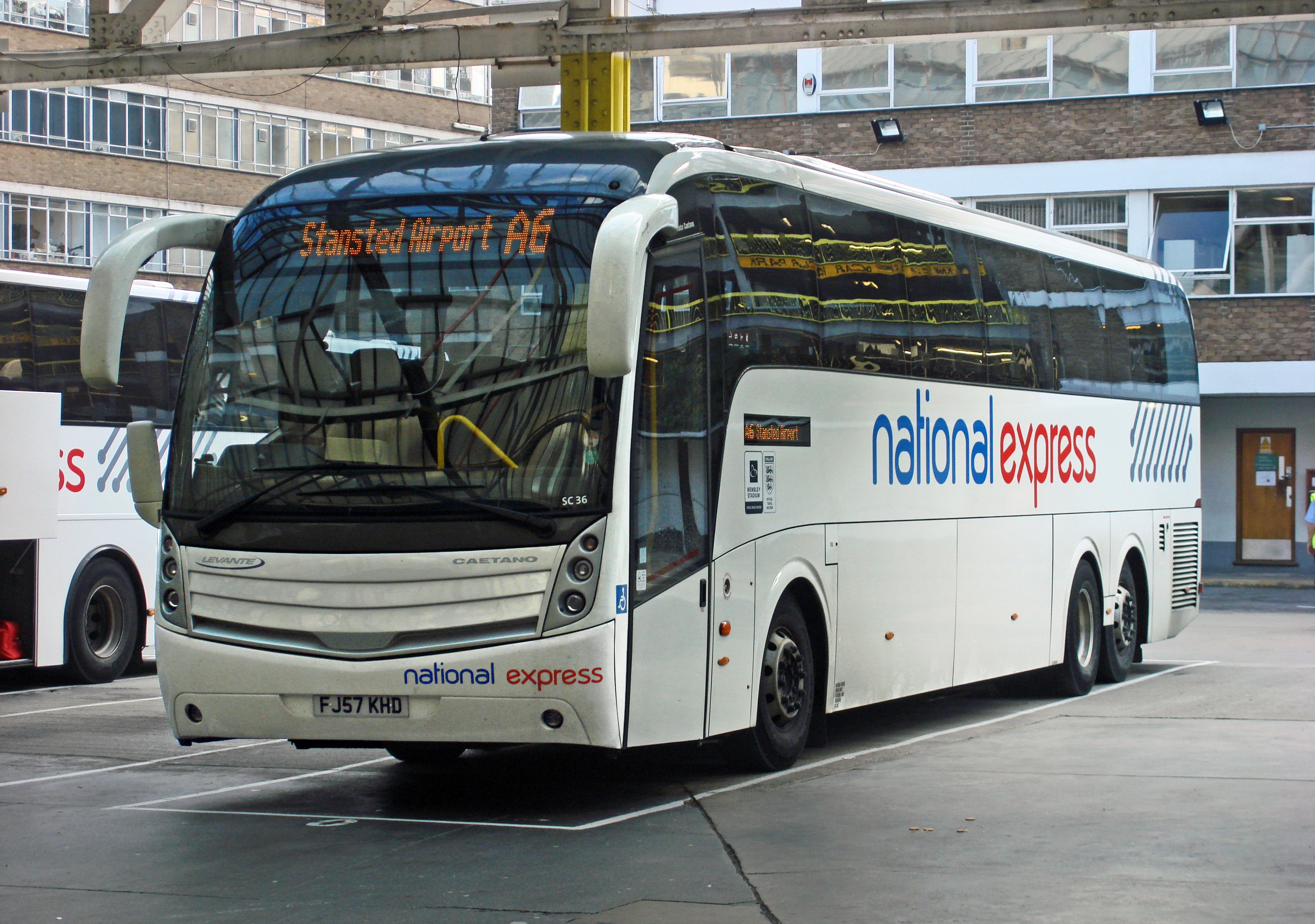
Un bus National Express della linea A6 a Victoria Coach Station.